# Harvey Robb
Harvey Alexander Robb (* 18. April 1888 in Chesley/Ontario; † 30. Mai 1957 in London/Ontario) war ein kanadischer Organist, Pianist und Musikpädagoge.

## Leben
Robb arbeitete kurze Zeit als Zahnarzt, bevor er sich der Musik zuwandte. Er studierte Klavier bei W. O. Forsyth in Toronto und zwei Jahre bei Alberto Jonás in New York und Orgel bei J. W. F. Harrison und Healey Willan. Neben seiner Lehrtätigkeit an der Metropolitan School of Music und am Konservatorium von Toronto trat er als Klavier- und Orgelrecitalist auf und gab Konzerte mit seiner Frau, der Sopranistin Willa Helson. Er begleitete Solisten wie Yvonne Treville, Ricardo Martin, Lucy Gates und Marie Sundelius, gab eine wöchentliche Recitalserie an der großen fünfmanualigigen Casavantorgel im Royal York Hotel in Toronto und begleitete Stummfilme auf der Orgel. Außerdem war er Organist an der Street United Church (ab 1907) und an der Bond Street Congregational Church.
Nach seinem Umzug nach London/Ontario, wo er von 1938 bis 1957 Organist an der First St Andrew’s Church war und große Werke wie Händels Messiah, Bachs Johannespassion und die Requiems von Gabriel Fauré und Giuseppe Verdi aufführte, wurde er 1938 als Nachfolger von Frederick Newnham Direktor des Western Ontario Conservatory of Music. Er erweiterte das Angebot des Konservatoriums um eine große Anzahl von praktischen und theoretischen Kursen und Workshops für Oper, Klavierpädagogik und Schulmusik und verpflichtete Lehrer wie die Pianisten Clifford Poole und Margaret Parsons. 1950 übernahm er außerdem die Leitung des 1945 gegründeten Music Teachers’ College. Beide Institutionen leitete er bis 1957. Unter anderem waren Gilbert Watson und Frank Harrison seine Schüler.